# Eois roseocincta
Eois roseocincta är en fjärilsart som beskrevs av W. Warren 1908. Eois roseocincta ingår i släktet Eois och familjen mätare. Inga underarter finns listade i Catalogue of Life.